# Domini di Terraferma
I Domini di Terraferma (o Dominio di Terraferma o, in lingua veneta, Stato da Tera) erano i territori conquistati dalla  Repubblica di Venezia nell'entroterra padano-veneto. Insieme al Dogado (con la capitale Venezia) e allo Stato da Mar, costituiva una delle tre ripartizioni territoriali in cui era suddiviso lo Stato veneziano.

## Storia
Nel periodo di massima espansione essi comprendevano gli odierni Veneto, Friuli e la parte orientale della Lombardia con confini estesi al Po, all'Adda, alle Alpi e al Carso. Nel complesso dei Domini di Terraferma a partire dal 1445 venne compresa la Patria del Friuli, comprendente i territori precedentemente dipendenti dal Patriarca di Aquileia, retti da un Provveditore Generale, detto anche Luogotenente.
Eccezionalmente dal 12 maggio 1796 sino alla fine del governo veneziano, l'anno successivo, di fronte alla minaccia dell'invasione francese, i Domini di Terraferma vennero affidati all'amministrazione accentrata di un Provveditore Generale di Terraferma risiedente a Verona, presto affiancato da un Provveditore Straordinario risiedente a Brescia.
Ceduti da Napoleone all'Austria nel 1797 con la caduta della Repubblica e il trattato di Campoformio, dopo una breve parentesi di dominio francese, col Regno d'Italia (1805-1814), nel 1815 gli ormai ex-domini di terraferma, uniti alla parte rimanente della Lombardia, andarono a costituire il Regno Lombardo-Veneto sotto il controllo dell'Impero austriaco.

## Il meccanismo dellededizioni
Nel corso dell'espansione della Repubblica di Venezia, un particolare meccanismo di integrazione nello Stato veneziano fu quello caratterizzato dalle dedizioni. Si tratta cioè di quei casi, piuttosto frequenti soprattutto nella conquista della Terraferma, nei quali furono le stesse comunità e città a darsi alla Serenissima, la quale in cambio si impegnava a rispettare e salvaguardare attraverso lo Statuto buona parte delle leggi e magistrature precedenti.
In taluni casi alla base della dedizione vi era un meccanismo di spontaneità, perlopiù legato alla ricerca di vantaggi commerciali o fiscali connessi a legarsi al potente vicino o alla possibilità di migrare da una signoria più gravosa ad una che, in cambio della dedizione e quindi dell'annessione incruenta, garantiva appunto maggiori privilegi e libertà.
Tuttavia molto più frequente risultava invece il caso in cui, di fronte all'avanzata militare veneziana, gli sconfitti o le terre, le città e i borghi ad essi sottomessi, si affrettavano a darsi al vincitore, risparmiandosi in tal modo la presa manu militari ed il conseguente saccheggio (per secoli tradizionale e riconosciuto diritto del vincitore). Un caso lampante di tale meccanismo è quello relativo alla dedizione di Verona.
All'atto della dedizione il consiglio cittadino presentava al Serenissimo Principe una serie di capitoli, cioè di clausole, definenti i termini di consegna della città, le richieste di privilegi e i limiti di autorità che avrebbero avuto i rettori veneziani. Dall'accettazione di tali capitoli da parte della Serenissima scaturiva quindi la base legale del potere veneziano e la giurisprudenza riguardante i rapporti tra la Dominante e la città dominata. Modifiche e aggiunte ai capitoli originali erano poi possibili per approvazione della Signoria delle istanze presentate degli ambasciatori della città suddita.
Di seguito vengono riportate le date di dedizione di taluni territori e città che nei secoli appartennero, anche brevemente, alla Serenissima (alcune località sono relative allo Stato da Mar). Nel caso piuttosto frequente che la dedizione si sia ripetuta più di una volta, viene indicata la data della prima:
- Motta di Livenza, nel 1289
- Conegliano, nel 1338
- Bassano, nel 1338
- Castelfranco, nel 1338
- Sacile, nel 1338
- Oderzo, nel 1338
- Treviso, nel 1339
- Ceneda, nel 1388
- Serravalle, nel 1388
- Tarzo, nel 1388
- Vicenza, il 28 aprile 1404
- Cologna Veneta, il 7 maggio 1404
- Belluno, il 18 maggio 1404
- Bassano, il 10 giugno 1404
- Feltre, il 15 giugno 1404
- I Sette Comuni dell'Altopiano di Asiago, il 20 febbraio 1405 (1404 m.v.)
- il Polesine, il 25 marzo 1405
- Verona, il 24 giugno 1405 (vedi Dedizione di Verona a Venezia)
- Padova, il 22 novembre 1405
- Rovereto, il 23 agosto 1418
- Patria del Friuli, il 19 giugno 1420
- La Carnia, il 16 luglio 1420
- Il Cadore, il 31 luglio 1420
- Brescia, il 20 novembre 1426 (vedi Dedizione di Brescia a Venezia)
- Bergamo, il 9 maggio 1427
- Ravenna, il 20 marzo 1441
- Crema e il Cremasco, il 16 settembre 1449
- Gorizia, il 10 maggio 1508
- Adria, il 18 dicembre 1509